# 润学
润、润学是源于中国大陆的网络用语和迷因，指研究离开中华人民共和国、移民到歐美澳加這些发达国家的方法。“润”、“内捲”和“躺平”被认为是该国90后和00后青年职业发展的其中三种选择。

## 背景
在润学兴起之前，对移民相关的讨论也早已在中国大陆兴起过一段时间。2018年，第十三届全国人民代表大会通过宪法修正案，取消国家主席的连任限制，这引发了大范围的不满，网络上反对修宪的相关讨论铺天盖地。同时，习近平也谋求在2022年中共二十大后再次连任中共中央总书记，甚至成为终身领袖，激起了对移民海外等话题的大量讨论。这使得关于移民的话题遭到当局网络审查的限制，彼时在新浪微博搜索移民时只会保留官方认证账号的搜索结果而无法搜到个人账号发布的内容。
中国民众希望移民至海外的情绪源自对习近平领导下的中国共产党和中華人民共和國政府推行严厉的清零政策强制封控与网络审查的不满，起源更早于共产党和政府权力扩大，使得民众权利日渐萎缩，面临劣势而寻求移民的出路。

## 移民潮
2022年4月初到4月中旬，上海封城期间发生的一些伤痛事件加深了民众不满的情绪，使得民众移民意愿空前高涨。这段时间包括微信在内的网络平台中，移民关键词的搜索量暴增。 据腾讯网数据显示，部分关键词如“移居加拿大条件”等搜索量环比上涨2846%。但随着“移民搜索潮”的传出，各搜索引擎等平台均不再提供此类关键词搜索趨勢的查询数据，其中百度在2018年3月就不再提供此类关键词搜寻指数。
2022年4月3日，习近平当局宣布“严格坚持社会面清零不动摇”后，当天移民的整体搜索指数上升440%，视频相关来源也暴增1455%。 润学也在这样的环境下应运而生，在中国社交媒体上成为一种新兴的网络文化。
中国民众空前高涨的移民海外的意愿，也引起了多方人士的注意。国家移民管理局于2022年5月10日下午进行的会议中表示：要严格限制中国公民的出境活动，推行“非必要不出境”的政策，严格出入境证件审批签发，但是否认网络流传“停办护照”、“绿卡剪角”的传言。
夏明在接受自由亚洲电台采访时表示，他认为“毛泽东名字叫毛润之，他在最关键时跑掉，『润之』，英文逃跑也叫『run away』，网上社交媒体兴起『润学』这个词就是这样来的。”
此外，美籍华裔作家張愛玲也被网民称为“跑路天后”。这源自1952年7月，先知先觉的张爱玲以“继续因抗战而中止的港大学业”为由申请赴香港，随后迁居美国。 与她背景相似、留在大陆的作家苏青、关露、周瘦鹃等人，大多没有躲过残酷的政治迫害。